# Gyámkő

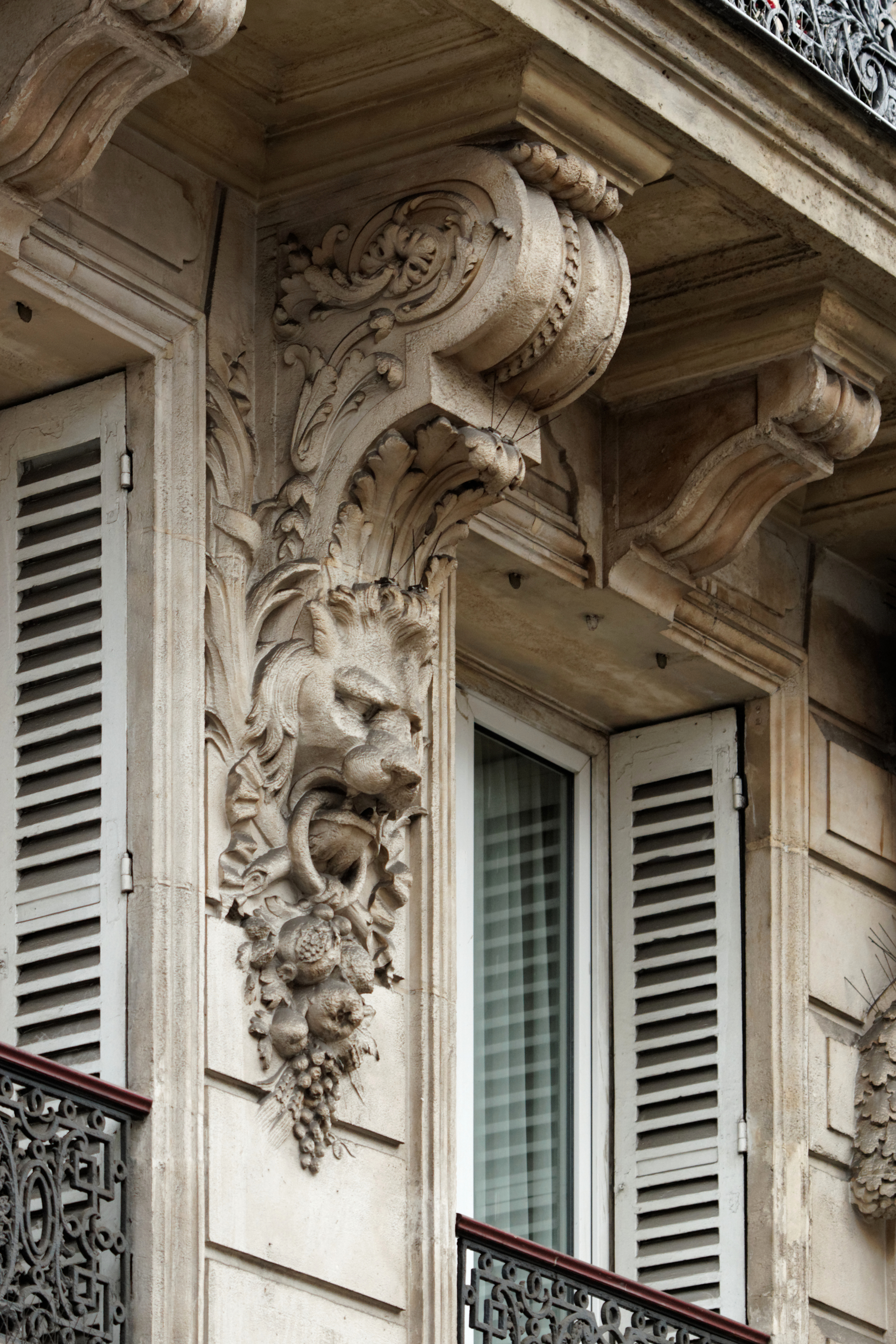
Gyámkő egy párizsi épületen

A gyámkő (más néven: konzol, néhol egyszerűen csak gyám; a falsík előtti építészeti tagozatok (gerendák, boltozatok, vakárkádok) hordására szolgáló, a falba épített és a falsík elé kiugró, rövid kőgerenda. A nyílásokat áthidaló szemöldökgerendákat tartó gyámkövek fontos szerepe a fesztáv csökkentése. A gyámköveket több építészeti stílus is gazdagon díszítette (ornamentális faragványokkal, illetve alakokkal), főleg a középkorban.
A modern építészetben gyakoriak az olyan, egyik végükön befogott, az épület tömegéből kiugratott, ún. konzolos szerkezetek, amelyek másik végét szabadon álló gyámgerendákra terhelik.